# Polityka publiczna wobec starzenia się ludności
Polityka publiczna wobec starzenia się ludności, polityka senioralna (ang. ageing policy lub public policy on ageing) – zbiór systematycznych działań formułowanych celem odpowiadania na wyzwania starzenia się ludności. Ta polityka publiczna obejmuje działania w takich dziedzinach jak polityka gospodarcza, polityka naukowa i technologiczna, polityka zdrowotna, polityka mieszkaniowa i polityka społeczna.
Polityka wobec starzenia się populacji jest także określana jako polityka horyzontalna, która nie skupia się na działalności jednego, wybranego ministerstwa lub departamentu rządu. Polityka wobec starzenia się obejmuje współzarządzanie podmiotami publicznymi i niepublicznymi oraz techniki koordynacji na różnych poziomach społeczeństwa (mikro-, mezo- i makrostruktur). Polityka publiczna wobec starzenia się ludności jest także niekiedy określana jako "polityka senioralna", "polityka wobec starości" i "polityka wobec ludzi starszych". Polityka wobec starzenia się populacji może być ukierunkowana na etap życia (np. młodość, dorosłość i starość), cykl życia lub na działania podmiotów tej polityki jako interesariuszy, grupy docelowe oraz jako partnerów z sektora publicznego, komercyjnego, pozarządowego i nieformalnego (np. rodziny).
Istnieją różne koncepcje polityki publicznej wobec starzenia się ludności upowszechniane w literaturze przedmiotu oraz wdrażane przez rządy. Koncepcje takie mogą być postrzegane jako narzędzia do analiz zmian i zjawisk społeczno-gospodarczych lub jako zasady organizowania i korzystania z różnych instrumentów w przygotowaniu poszczególnych osób i zbiorowości do życia w okresie starości. Przykłady koncepcji polityki publicznej wobec starzenia się ludności obejmują takie koncepcje jak np. pomyślne starzenie się, produktywne starzenie się, zdrowe starzenie się, aktywne starzenie się, twórcze starzenie się, pozytywne starzenie się, starzenie się w miejscu zamieszkania i polityka relacji międzypokoleniowych.